# 97. вечити дерби у фудбалу
97. вечити дерби у фудбалу је фудбалска утакмица одиграна у Београду 24. септембра 1994. године, између Црвене звезде и Партизана. Утакмица се завршила резултатом 1 : 1 (1 : 1).